# Хипогриф
Хипогриф је чаробно биће из серијала књига о Харију Потеру. Они су привржени свом газди, а од осталих очекују поштовање да их не би напали. Хипогрифу се морате поклонити ако хоћете да му приђете и не смете га вређати. Само ако се и хипогриф вама поклони онда му приђите и помазите, или ће вас напасти. У трећој књизи појављује се Хагридов хипогриф Бакбик, коме је требало да се одруби глава због напада на Мелфоја, што је његов отац уредио подмићивањем, претњама и уценама људи из Комитета за збрињавање опасних створења. Хермиона помоћу часовника, који је добила од професорке Мек Гонагал, враћа време и спашава Сиријуса Блека и Бакбика. Од тада, њих двојица постају нераздвојни пријатељи. Хипогриф је полу орао а полу коњ. Хари у трећем делу јаше на њему заједно са Хермионом.